# Chuyển động của Trái Đất quanh Mặt Trời

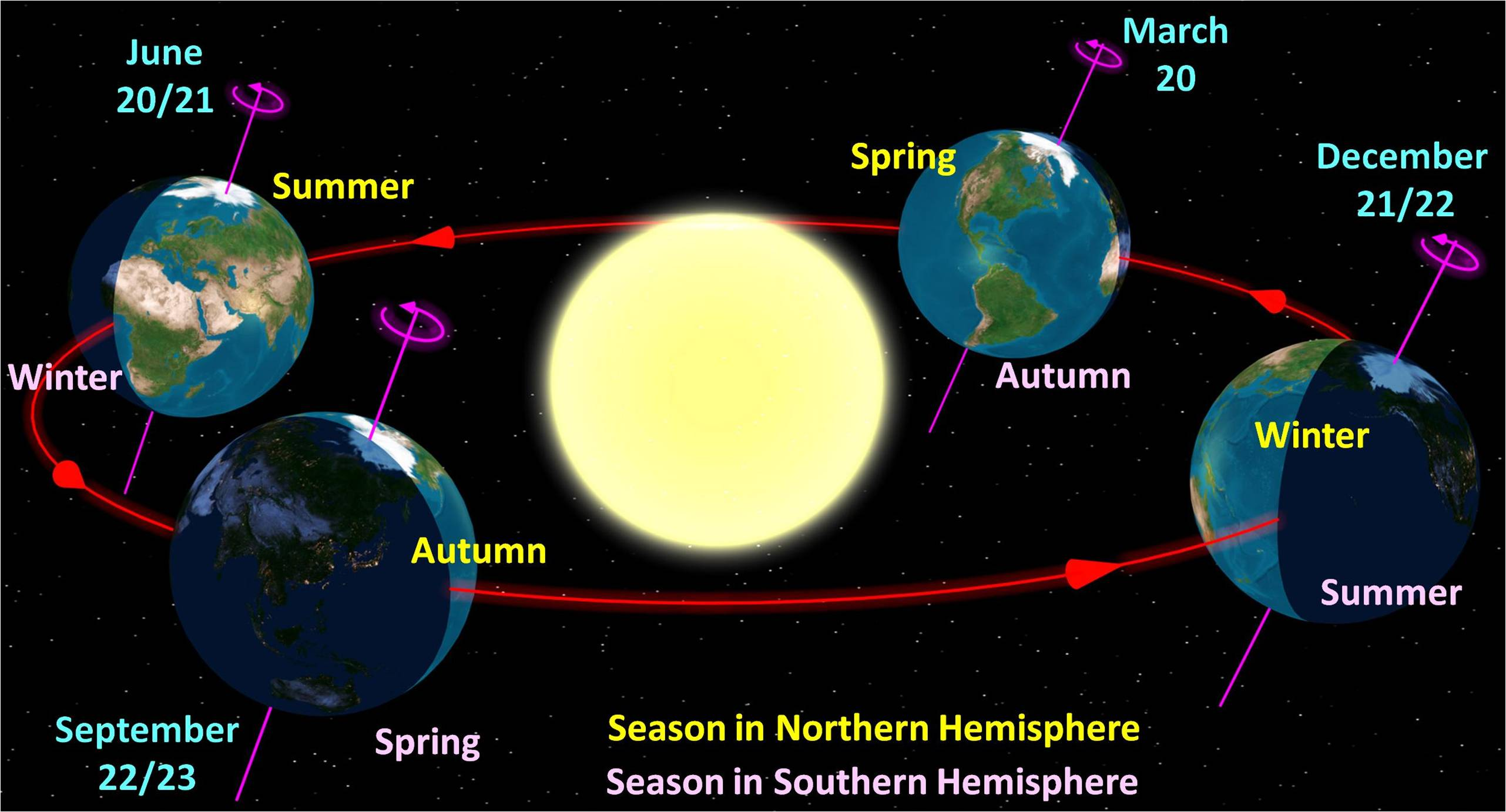
Trái Đất ở những vị trí khác nhau

Quỹ đạo của Trái Đất là đường đi của Trái Đất xung quanh Mặt Trời. Trái Đất quay trên quỹ đạo quanh Mặt Trời với khoảng cách trung bình 150 triệu km hết "365 ngày 6 giờ" Mặt Trời trung bình (1 năm thiên văn, số liệu đo được đến năm 2006)xem thảo luận. Quỹ đạo của Trái Đất xung quanh Mặt Trời gọi là đường hoàng đạo. Trên đường hoàng đạo có các điểm đặc biệt là: điểm cận nhật, điểm viễn nhật, điểm xuân phân, điểm hạ chí, điểm thu phân, điểm đông chí.Trái Đất vào xuân phân và thu phân lần lượt là ngày 21/3 và ngay 23/9 Trái Đất có 2 cực là cực Nam và cực Bắc sẽ hướng về phía Mặt Trời là như nhau. Góc giữa điểm cận nhật và điểm xuân phân hiện nay khoảng 77° (mỗi năm góc này giảm khoảng 1'02"). Quan sát từ Trái Đất, chuyển động biểu kiến của Mặt Trời thể hiện bằng sự thay đổi vị trí tương đối so với các ngôi sao, với vận tốc góc khoảng 1°/ngày, hay một khoảng cách bằng đường kính góc của Mặt Trăng hay Mặt Trời cứ sau mỗi 12 giờ về phía Đông. Vì chuyển động này, trung bình nó mất 24 giờ - một ngày Mặt Trời - để Trái Đất hoàn thành một vòng tự quay quanh trục sao cho Mặt Trời lại trở lại đường Tý Ngọ (kinh tuyến thiên cầu). Vận tốc quỹ đạo của Trái Đất khoảng 30 km/s, đủ để đi hết quãng đường bằng đường kính Trái Đất (~12.700 km) trong 7 phút, hay khoảng cách đến Mặt Trăng (384.000km) trong 3 giờ 33 phút.
Mặt Trăng quay cùng Trái Đất một vòng quanh tâm khối chung hết 27,32 ngày so với các ngôi sao trên nền. Khi kết hợp với chu kỳ quay quanh Mặt Trời của hệ Trái Đất-Mặt Trăng thì thời gian của một tháng giao hội từ sóc này tới sóc kế tiếp là 29,53 ngày. Quan sát từ cực Bắc thiên cầu, chuyển động của Trái Đất, Mặt Trăng và sự tự quay quanh trục của chúng là ngược chiều kim đồng hồ. Nhìn từ một điểm cao thuận lợi trên cực Bắc của cả Trái Đất và Mặt Trời, Trái Đất dường như quay quanh Mặt Trời theo chiều ngược chiều kim đồng hồ. Mặt phẳng quỹ đạo và mặt phẳng trục không vuông góc với nhau: trục Trái Đất nghiêng một góc khoảng 23,5° so với đường thẳng vuông góc với mặt phẳng Trái Đất-Mặt Trời và mặt phẳng Trái Đất-Mặt Trăng nghiêng khoảng 5 độ so với mặt phẳng Trái Đất-Mặt Trời. Nếu không có độ nghiêng như vậy thì cứ hai tuần lại có hiện tượng thực với nhật thực và nguyệt thực xen kẽ nhau.

Trường hấp dẫn của Mặt Trời và Trái Đất tạo ra điểm Lagrange, nơi được cho là cân bằng hấp dẫn

Quyển Hill (đặt theo tên nhà thiên văn học người Mỹ George William Hill) là quyển (vùng không gian) tầm ảnh hưởng của lực hấp dẫn của Trái Đất, có bán kính khoảng 1,5 Gm (hay 1.500.000 km).[n] Đây là khoảng cách lớn nhất mà lực hấp dẫn của Trái Đất có thể thắng được lực hấp dẫn của Mặt Trời và các hành tinh khác. Các vật thể phải quay quanh Trái Đất trong khu vực này, hoặc chúng không bị trói buộc bởi lực hấp dẫn của Mặt Trời.
Trái Đất, cũng như toàn bộ hệ Mặt Trời nằm trong dải Ngân Hà, quay quanh tâm của Ngân Hà với khoảng cách 25.000-28.000 năm ánh sáng, với vận tốc khoảng 220 km/s, với chu kỳ khoảng 225-250 triệu năm. Hiện nay nó nằm ở vị trí cách phía trên mặt phẳng xích đạo của Ngân Hà khoảng 20 năm ánh sáng, trong nhánh xoắn ốc Orion.